# 洪门水库
洪门水库位于中国江西省抚州市东南部，坝址位于南城县洪门镇，库区涉及南城、黎川二县，建于抚河支流黎滩河之上，是以发电、防洪为主，兼有灌溉、养殖等功能的大（二）型水库。又称为醉仙湖。
洪门水库是抚河流域第一个综合水利枢纽工程，江西省四大水库之一。1958年7月1日开始施工，1959年9月大坝合龙，1960年4月开始蓄水。1969年6月完成第一台机组安装，7月1日开始并网发电。建设时淹没耕地32400亩，迁移人口26905人。
洪门水库库区位于武夷山脉西麓，属亚热带季风气候区，湿地面积大，湿地生态系统典型，已成为候鸟的重要越冬地。调查发现库区的水鸟共有9目13科42种，其中16种为留鸟，夏候鸟6种，冬候鸟16种，旅鸟4种。